# بليحاء بنفسجية
البليحاء البنفسجية (باللاتينية: Reseda muricata) نوع نباتي من جنس البليحاء.

## الموئل والانتشار
موطنها بلاد الشام ووادي النيل.

## الوصف النباتي
نبات عشبي.